# Mary Corinna Putnam Jacobi

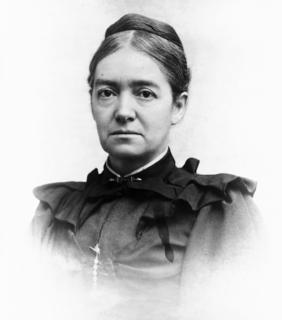
Mary Corinna Putnam Jacobi

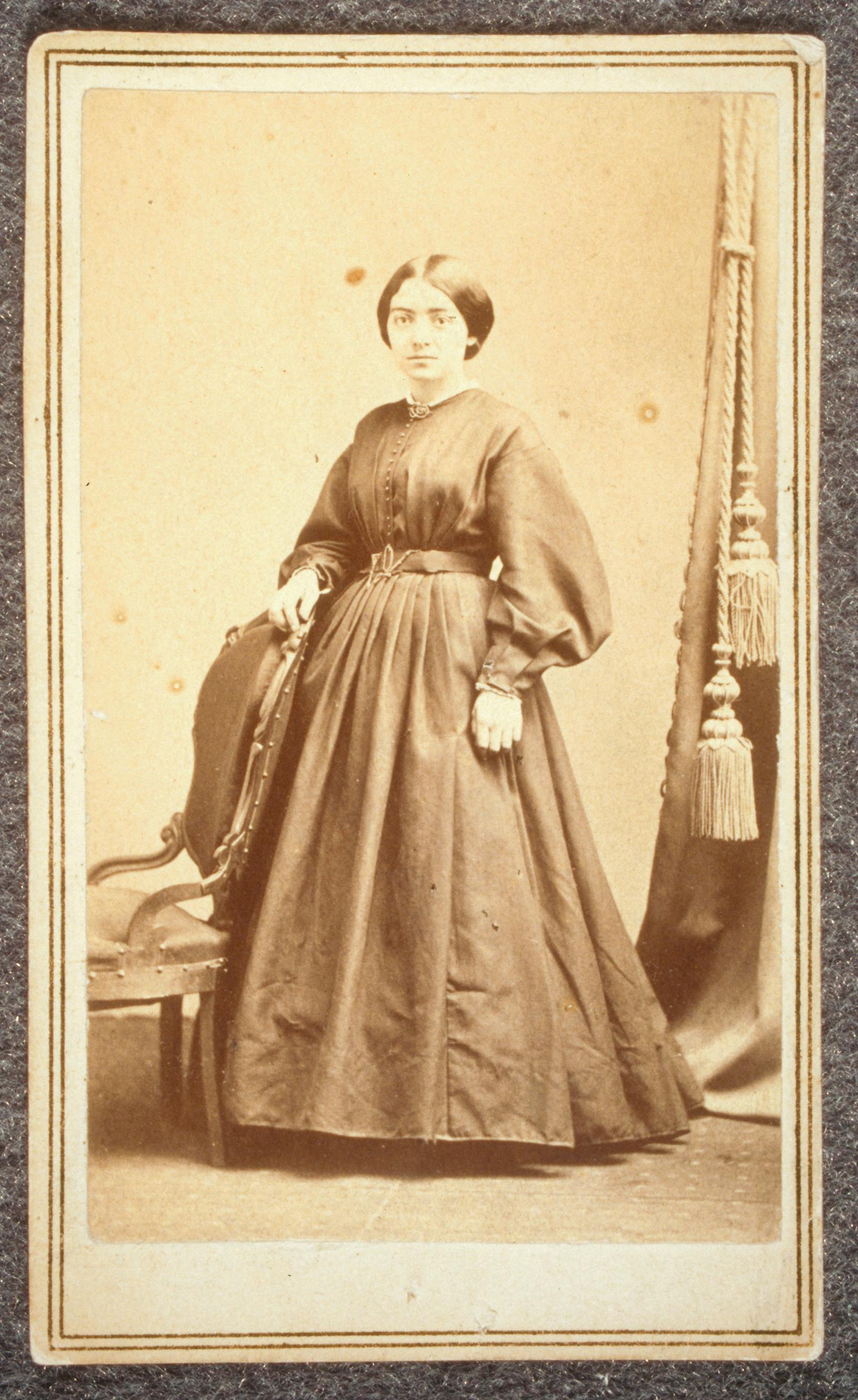
Porträt von Mary Putnam Jacobi, ca. 1860–1865

 Mary Corinna Putnam Jacobi (* 31. August 1842 in London; † 10. Juni 1906 in New York City, Vereinigte Staaten) war eine amerikanische Ärztin, Lehrerin, Schriftstellerin und Suffragistin. Sie war die erste Frau, die Medizin an der Universität von Paris studierte.

## Leben und Werk
Jacobi war das älteste von elf Kindern des amerikanischen Verlegers und Autors George Palmer Putnam und der britischen Mutter Victorine Haven Putnam, die ursprünglich aus New York City stammte. Zum Zeitpunkt von ihrer Geburt lebte die Familie in London, weil ihr Vater eine Niederlassung für seinen New Yorker Verlag Wiley & Putnam gründete. 1848 zog ihre Familie von London zurück nach New York, wo sie ihre Kindheit und Jugend verbrachte. Sie wurde zu Hause von ihrer Mutter Victorine unterrichtet, bevor sie eine Privatschule in Yonkers besuchte. Später besuchte sie eine öffentliche Schule für Mädchen in Manhattan, wo sie 1859 ihren Abschluss machte. Danach studierte sie privat Griechisch, Naturwissenschaften und Medizin unter anderen bei Elizabeth Blackwell.

## Medizinstudium
Ab dem Alter von fünfzehn Jahren schrieb sie Kurzgeschichten, die in The Atlantic Monthly und später in der New York Evening Post veröffentlicht wurden. Ihr Vater stimmte widerwillig zu, dass sie Medizin studieren konnte und unterstützte sie finanziell. 1863 absolvierte sie als erste Frau das New York College of Pharmacy und 1864 erhielt sie ihren MD am Female Medical College of Pennsylvania. Sie praktizierte einige Zeit bei Marie Zakrzewska und Lucy Ellen Sewall im New England Hospital for Women and Children und war im Sezessionskrieg als medizinische Helferin tätig.
Sie beschloss, ihr Medizinstudium fortzusetzen und sich an der École de Médecine der Universität von Paris zu bewerben. Nach langen Verhandlungen und dank der Hilfe des Psychiaters Benjamin Ball wurde sie 1868 als erste Studentin an der École de Médecine aufgenommen, obwohl sie als Frau verpflichtet war, Vorlesungen durch eine separate Tür zu betreten und in der Nähe des Professors zu sitzen. Im Juli 1871 schloss sie ihr Studium mit Auszeichnung ab und erhielt als zweite Frau einen Abschluss von der École de Médecine der Universität Paris. Sie erhielt auch eine Bronzemedaille für ihre Abschlussarbeit. Ihr Studium in Paris fiel mit dem Deutsch-Französischen Krieg zusammen und in Scribners Monthly of August 1871 veröffentlichte sie einen Bericht über die neue politische Führung Frankreichs, die nach dem Krieg an die Macht kam.

## Forschung und Praxistätigkeit
Nach fünf Jahren Studium in Paris kehrte sie im Herbst 1871 in die USA zurück und gründete ihre eigene private Arztpraxis in New York. Sie wurde Professorin am New Women's Medical College der New Yorker Krankenstation und am Mount Sinai Hospital. 1873 heiratete sie den New Yorker Arzt und Forscher Abraham Jacobi, der Professor für Kinderheilkunde an der Columbia University war. Sie hatten drei Kinder, von denen ihre Tochter Marjorie Jacobi McAneny bis zum Erwachsenenalter überlebte.
Sie erhielt 1876 den Boylston-Preis der Harvard University für den Aufsatz The Question of Rest for Women during Menstruation. In diesem Artikel widerlegte sie die angeblichen körperlichen Einschränkungen von Frauen als Reaktion auf die Veröffentlichung von Edward Hammond Clarke: Sex in Education; or, A Fair Chance for the Girls von 1873, die die erweiterte Rolle der Frau in der Gesellschaft und in den Berufen in Frage stellte. Jacobi lieferte Tabellen, Statistiken und Aufzeichnungen von Pulsfrequenz und weiteren Kriterien, um die Stabilität der Gesundheit, Stärke und Beweglichkeit einer Frau während ihres monatlichen Zyklus zu veranschaulichen.
Als behandelnde und beratende Ärztin eröffnete sie 1886 eine Kinderstation in der New Yorker Krankenstation. Sie wurde Mitglied der New York Pathological Society und der New York Academy of Medicine, Mitgliedschaften, die für die Sicherung von Arbeitsplätzen und den Respekt der Kolleginnen von entscheidender Bedeutung waren. Sie wurde das zweite weibliche Mitglied der Medical Society in New York und wurde in die American Medical Association aufgenommen.
1874 gründete sie eine Vereinigung zur Förderung der medizinischen Ausbildung von Frauen und wurde deren Präsidentin. Jacobi schrieb über 120 medizinische Artikel und neun Bücher. 1891 trug sie einen Artikel über die Geschichte der Ärztinnen in den Vereinigten Staaten zum Band Women's Work in America bei, der über 40 ihrer eigenen Werke erwähnte. 1894 schrieb sie Common Sense Applied to Women's Suffrage, das später nachgedruckt und zur Unterstützung der Frauenwahlrechtsbewegung in den Vereinigten Staaten verwendet wurde. Ebenfalls 1894, nach der Niederlage der Änderung des Frauenwahlrechts zur Verfassung des Staates New York, war Jacobi eine von sechs prominenten Suffragistinnen, die die League for Political Education gründete.
Als bei ihr ein Gehirntumor diagnostiziert wurde, dokumentierte sie ihre eigenen Symptome und veröffentlichte darüber einen Artikel. Sie starb daran 1906 in New York City.
1993 wurde sie in die National Women's Hall of Fame aufgenommen.

## Veröffentlichungen (Auswahl)
- 1871: De la graisse neutre et des acides gras.
- 1876: The Question of Rest for Women during Menstruation.
- 1878: Acute Fatty Degeneration of New Born.
- 1879: The Value of Life. New York.
- 1880: Cold Pack and Anæmia.
- 1881: The Prophylaxis of Insanity.
- 1885: Studies in Endometritis. American Journal of Obstetrics.
- 1888: Hysteria, and other Essays.
- 1889: Physiological Notes on Primary Education and the Study of Language.
- 1894: Found and Lost.
- 1896: From Massachusetts to Turkey.
- 1906: Description of the Early Symptoms of the Meningeal Tumor Compressing the Cerebellum.